# Taiyō no uta (film)
Taiyō no uta (タイヨウのうた? "Canzone del Sole"), conosciuto altresì con il nome di Midnight Sun, è un film del 2006 diretto da Norihiro Koizumi.
La pellicola ha per protagonista la cantante giapponese Yui, la quale interpreta una ragazza di 16 anni, Kaoru Amane (雨音 薫?, Amane Kaoru), affetta da una rara malattia della pelle chiamata xeroderma pigmentoso, che non le permette di esporre il corpo ai raggi ultravioletti del Sole.
Il personaggio interpretato da Yui, in parte autobiografico in quanto chitarrista e cantante, esegue tre brani del repertorio di Yui quali It's Happy Line, Good-bye Days e Skyline. Il film precede di un mese l'omonimo dorama (Taiyō no uta) in 10 puntate che racconta la stessa storia ma con attori differenti (Takayuki Yamada e Erika Sawajiri, quest'ultima nel ruolo di Kaoru).
Del film è stato realizzato un remake statunitense intitolato Il sole a mezzanotte - Midnight Sun.

## Trama
Kaoru Amane è una ragazza di 16 anni affetta dal xeroderma pigmentoso, una rara malattia della pelle, che rende l'esposizione al Sole e ai raggi ultravioletti potenzialmente letale a chi ne è affetto. Per questo motivo il ritmo circadiano di Kaoru è invertito, con quest'ultima che passa le notti a suonare la chitarra e a cantare di fronte alla stazione della città. La sua routine verrà sconvolta dall'incontro con Kōji Fujishiro, un ragazzo pieno di energie che pratica, con scarso successo, il surf. I due finiranno per avvicinarsi, nonostante la malattia di lei, restando insieme anche dopo il progredire della malattia.

## Colonna sonora
- Yui - It's Happy Line, Good-bye Days e Skyline